# Paroxyaena
Paroxyaena — вимерлий рід гієнодонтових ссавців родини Hyainailouridae. Скам'янілості (2 колекції) знайдено в Франції та Швейцарії. Описано 2 види: Paroxyaena galliae, Paroxyaena pavlovi.